# Ла-Інохоса (Куенка)
Ла-Інохоса (ісп. La Hinojosa) — муніципалітет в Іспанії, у складі автономної спільноти Кастилія-Ла-Манча, у провінції Куенка. Населення — 263 особи (2010).
Муніципалітет розташований на відстані близько 130 км на південний схід від Мадрида, 44 км на південний захід від Куенки.

## Демографія
Динаміка населення (INE ):